# Poul Vedel
Poul Vedel (født 4. oktober 1902, død 12. oktober 1991) var civilingeniør (bygning) og stadsingeniør i Københavns Kommune 1952-1972. Han var ridder og kommandør af Dannebrog.